# 毒可樂無差別殺人事件
毒可樂無差別殺人事件（日語：毒入りコーラ殺人事件）是一起1977年1月3日至4日發生於日本東京品川車站附近的連續殺人案。兇手在可乐中掺入劇毒氫氰酸并将其放置于街道上，引诱不知情的路人饮用。该事件最终造成2人死亡，兇手至今仍未落網。

## 經過
第一起事件受害者為16歲的檜桓明，是京都府立洛東高中一年級學生，他於寒假期間在新幹線上的流動餐車打工，1977年1月3日下班後晚間11點多搭車到港區品川車站，並在高輪四丁目附近的電話亭撿到一瓶190cc的可樂。據說一名22歲女同事說：“我不想喝。”然後將可樂遞給受害者。當晚接近午夜時，他開始喝可樂，喝了一口就吐出來，過了5分鐘便失去意識，緊急送往北品川綜合醫院施行洗胃和支氣管手術，4日早晨7點死亡。接到報警後，警方詢問六名同事，並從殘留可樂檢驗出磷酸鈉或氰化鉀。
第二起事件的受害者菅原博當時46歲，他是一名無業者，4日早晨8點15分左右被發現倒在第一起事件可樂放置處附近高輪三丁目街道上，原本以為是凍死，然而從吐出的可樂痕跡和屍檢結果發現他是另一名毒可樂受害者。因為這些可樂都放在京濱國道（京浜国道）沿途，所以警方懷疑為同一兇手所為。第三起事件一名初中生3日在電話亭撿到一瓶可樂，但因為瓶蓋好像快掉了，所以最後沒有喝，幸免於難。氫氰酸在日本極難取得，根據調查這三瓶可樂在去年的8月至11月生產的911000瓶之中。
經過一個月的搜查，警方聽取了目擊證詞，已經鎖定了十幾名嫌疑人，也持續在附近調查聽取證詞，發現目擊到的一名穿著「米色外套」的男子特別值得注意。

## 後續
同年2月，在大阪藤井寺市也發生喝下毒可樂而送醫的事件。2月13日早上6點39歲的司機小山信幸在一家賣酒的商店外的香菸販賣機上看到可樂並喝下，一時意識不清，經過送醫很快恢復健康，卻在出院後17日早上在家自殺。
同年5月11日，有人在石川縣加賀市的住家玄關處被放置四瓶毒可樂，29歲的犯人上口信夫於11月13日夜裡被逮捕，警方判斷動機為住宅界線糾紛。
品川車站附近的案件在經過了一年的調查後警方仍然對兇手身分毫無頭緒。由於事件影響，販賣機開始採用可辨識是否打開過的設計，在過渡時期於1985年發生類似事件百草枯连续毒杀案。